# バーリ包囲戦
バーリ包囲戦 ( 英:Siege of Bari ) とは、1068年から1071年にかけて、イタリア半島南部の都市バーリで行われた攻城戦である。イタリア半島における最後の東ローマ帝国の拠点であったバーリをノルマン人が包囲したことで、この包囲戦は勃発した。この包囲戦により、イタリア半島から東ローマ勢力は完全に駆逐され、5世紀にわたってイタリアで勢力を誇っていた東ローマ帝国はイタリアから完全に撤退した。そして東ローマ帝国に代わって、ノルマン人が南イタリアに勢力を築き上げることとなった。

## 背景
1060年、南イタリアプッリャ州の沿岸部には、わずかながら東ローマ帝国支配下の都市が残存していた。その頃ノルマン人が南イタリアに侵略しつつあり、その勢力は高まっていた。そんなノルマン人は、この頃イスラムの勢力下にあったシチリア島に攻め入るべく、まず、その背後に位置する東ローマの都市・砦を落とそうと考えていた。
ノルマン人たちは、シチリアからの増援兵とともに、コンヴェルサーノ伯Geoffrey of Conversanoに率いられて、東ローマの都市オトラントを攻めた。

## 包囲戦
オトラントを包囲していたノルマン人たちは、1068年8月5日、新たに到着したノルマン人貴族ロベルト・イル・グイスカルドとともに、バーリを並行して包囲した。このバーリという都市は、イタリア半島における東ローマ帝国の拠点としての役割を果たす重要な都市であった。当時、バーリ城内には２つの派閥が存在した。一つは東ローマ帝国への忠誠を果たさんと試みるグループ、二つ目は親ノルマン人のグループである。ノルマン軍がバーリに接近しつつある頃、バーリでは前者の親東ローマの派閥が市政を牛耳っており、地元の男爵らはバーリ城の城門を閉じ、時の皇帝ロマノス4世ディオゲネスに救援要請の使者を送った。そして、ノルマン側の指導者ロベルトと交渉を拒否し、徹底抗戦の構えを見せた。
同年9月、オトラントが陥落した 。しかしバーリはまだノルマン人の包囲を耐え抜いており、東ローマ軍守備隊はノルマン人の攻撃を押し返し続けていた。ロベルトは要塞化された橋を構築してバーリの港を封鎖しバーリに対する救援を妨害しようとした。しかしビザンツ軍はその橋を破壊し、バーリと帝国本土との連絡線をなんとか維持した。
ロマノス4世は救援軍隊長にAvartutelesを任命し、彼に海軍部隊・救援物資を授けバーリ救援に遣わした。1069年頭ごろ、東ローマ海軍救援隊がバーリに到着した。しかしこの援軍は、グラヴィーナ・イン・プーリア・ウッジャーノ・ラ・キエーザなどの都市を制圧して力を蓄えていたノルマン人によって壊滅させられた。ロベルトはすぐにはバーリに戻らず、1070年1月にはブリンディジに向かい海岸沿いの砦を攻めあぐねていたノルマン人軍団らの救援を行なった。ブリンディジは1070年の秋、ノルマン人の手に落ちた。
バーリ城内の状況は危機的に悪化し、民衆は飢えに苦しんだ。Avartuteles将軍はこの状況の打開を目指し、ロベルトの暗殺を試みたが、失敗した。バーリ市民の代表らは、東ローマ救援軍の隊長に対し、バーリの防衛をより強化するよう求め、さもなくばノルマン人に降伏する旨を伝えた。Avartuteles将軍は時を稼ぎ、コンスタンティノープルに援軍派兵の要請をした。するとバーリには食料を積んだ艦隊が入港し、餓えの危機は一時収まった。しかしそれが尽きると民衆たちは、再びAvartuteles将軍に対して、早急な援軍の派遣を要求した。
ロマノス4世は、派遣した将軍達が連続的にノルマン人に敗れ続けていたため、ノルマン人の軍人Gocelinを大将とした約20隻の艦隊をバーリに派遣した。このGocelinとは、ノルマン人らに対し反旗を翻したものの失敗し、コンスタンティノープル王宮に匿われていた元ノルマン人貴族である。イタリア半島における東ローマ軍の全権を委ねられていた東ローマ系貴族Stephen Pateranも、彼とともにバーリ救援に出向いた。しかしながら、ノルマン人らはそのビザンツ艦隊をも撃破し、かつて自分たちを裏切りビザンツ側についていたGocelinを捕まえた。Stephen Pateranはなんとか難を逃れ、バーリにたどり着いた。しかし彼らが率いていた艦隊は壊滅しており、Stephen Pateranはもはやバーリ防衛は不可能であると悟ったという。そして、バーリ市民の代表の1人、Argyritzosはノルマン側に使者を派遣した。ノルマン人からの返答は受け入れることのできる内容であったため、バーリはノルマンに降伏した。

## その後
Stephen Pateranはバーリ陥落後、ノルマン人の捕虜となっていたが、のちに解放され、他のギリシャ人捕虜とともにコンスタンティノープルへの帰還が許されたという。
バーリ陥落により、536年続いた東ローマ帝国による南イタリア支配は終わった。のちの皇帝マヌエル1世は南イタリアに侵攻し、南イタリアの再統治を目指したもののうまくいかなかった。それゆえ、バーリ陥落によって実質的に東ローマ帝国によるイタリア支配は完全に終了したとみなされている。